# Petra Unger
Petra Unger (geboren 1944) ist eine deutsche Richterin im Ruhestand. Sie war von 2003 bis 2014 Mitglied des Hessischen Staatsgerichtshofs.

## Leben
Nach dem Studium der Rechtswissenschaft begann Unger ihre juristische Laufbahn als Richterin am Amtsgericht Wiesbaden. Kurz nach Beginn ihrer Amtszeit zog sich der damalige Vizepräsident des Gerichts Rudolf Schönhaber 1974 in den vorzeitigen Ruhestand zurück. Er begründete diesen Schritt damit, dass er das Urteil seiner jungen Kollegin Petra Unger nicht billige. Unger hatte einen Bremer Studenten, der den ZDF-Moderator Gerhard Löwenthal auf offener Straße geohrfeigt hatte, nicht verurteilt. Schönhaber unterstellte ihr „eine gewisse Sympathie“ mit dem Angeklagten und kritisierte zudem, dass der damalige hessische Justizminister Karl Hemfler Petra Unger nicht gerügt habe.
1977 wechselte Unger an das Amtsgericht Hanau, wo sie bis 1994 Richterin war.
Am 5. Juni 2003 wurde Unger auf Vorschlag der SPD-Fraktion vom Hessischen Landtag zum stellvertretenden nicht richterlichen Mitglied des Staatsgerichtshofs des Landes Hessen gewählt. Sie wurde 2008 und 2009 wiedergewählt und hatte das Amt bis zum Ende der 18. Legislaturperiode 2014 inne.
Unger ist Mitglied der SPD.